# 布伊拉-文圖拉里察國家公園
45°14′24″N 24°05′46″E / 45.240°N 24.096°E

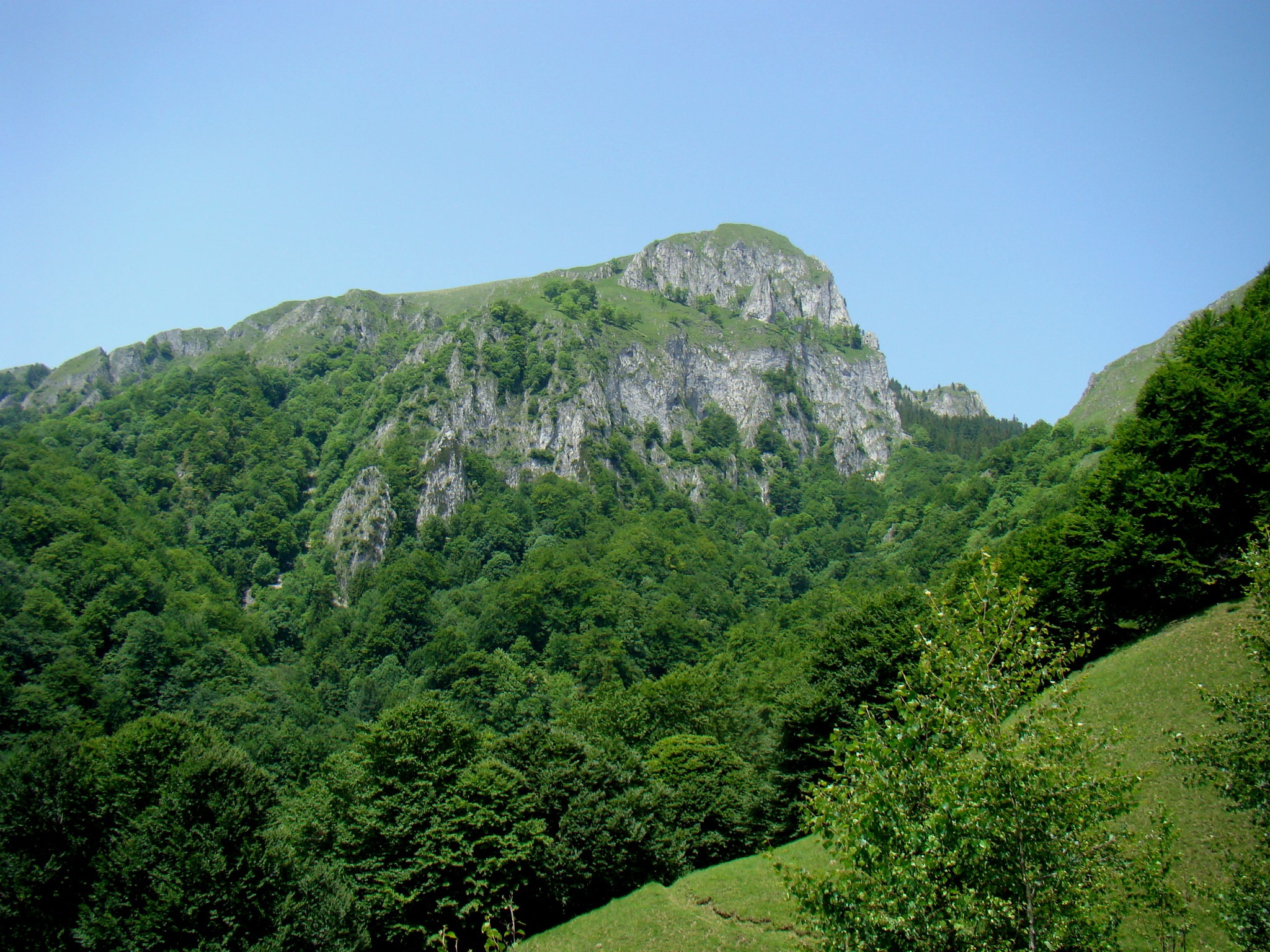

布伊拉-文圖拉里察國家公園是羅馬尼亞的國家公園，位於該國中北部沃爾恰縣，處於南喀爾巴阡山脈，成立於2005年1月12日，面積42平方公里。